# Enrique Pérez Serantes
Enrique Pérez Serantes (ur. 29 listopada 1883 w Tui, zm. 18 kwietnia 1968 w Santiago de Cuba) – hiszpański duchowny rzymskokatolicki, biskup Camagüey, arcybiskup Santiago de Cuba i prymas Kuby. Uznawany za najważniejszą postać Kościoła katolickiego na Kubie w XX w.

## Biografia

### Młodość i prezbiteriat
Urodził się i wychował w Hiszpanii. Ukończył Niższe Seminarium Duchowne w Ourense. W 1901 wyemigrował na Kubę. Tam wstąpił do Wyższego Seminarium Duchownego w Hawanie. Następnie arcybiskup Santiago de Cuba Francisco de Paula Barnada y Aguilar wysłał go do Rzymu w celu kontynuowania nauki. Studiował na Piusowym Papieskim Kolegium Latynoamerykańskim, a następnie na Papieskim Uniwersytecie Gregoriańskim, gdzie obronił doktoraty z filozofii i teologii.
Następnie powrócił na Kubę, gdzie 10 września 1910, z rąk biskupa hawańskiego Pedro Gonzáleza y Estrady, otrzymał święcenia prezbiteriatu i został kapłanem archidiecezji Santiago de Cuba. W latach 1910-1916 pracował w Wyższym Seminarium Duchownym w Hawanie jako wykładowca łaciny, historii, filozofii i teologii. Był również zaangażowany społecznie w duszpasterstwo robotników - założył Centrum Robotnicze i gazetę El Faro.
W styczniu 1916 został mianowany wikariuszem generalnym i wikariuszem sądowym diecezji Cienfuegos. Był wówczas najwyżej postawionym duchownym rezydującym w diecezji, która wówczas wakowała i była administrowana przez biskupa sąsiedniej diecezji Camagüey.

### Biskup Camagüey
24 lutego 1922 papież Pius XI mianował go biskupem Camagüey. 13 sierpnia 1922 w katedrze w Cienfuegos przyjął sakrę biskupią z rąk biskupa Cienfuegos Valentína de la Asuncióna Zubizarrety y Unamunsagii. Współkonsekratorami byli biskup Matanzas Severiano Sainz y Bencamo oraz biskup Pinar del Rio José Manuel Dámaso Rúiz y Rodríguez.
Ingres odbył 2 września 1922. W Camagüey odbudował katedrę i założył seminarium duchowne. Wspierał działalność misyjną oraz Akcję Katolicką w swojej diecezji. 14 czerwca 1941 od papieża Piusa XII otrzymał honorowy tytuł Asystenta Tronu Papieskiego.

### Prymas Kuby
11 grudnia 1948 papież Pius XII przeniósł go na stanowisko arcybiskupa Santiago de Cuba i prymasa Kuby.
Potępiał dyktatorskie rządy Fulgencio Batisty. 26 lipca 1953 po nieudanym ataku na koszary Moncada w Santiago de Cuba, z sukcesem interweniował u płk. Alberto del Rio Chaviano, aby zaniechał kary śmierci dla rewolucjonistów. Wśród uratowanych wówczas osób był Fidel Castro.
Z rewolucjonistami jego stosunki początkowo układały się dobrze. 1 stycznia 1959, w dzień zwycięstwa rewolucji kubańskiej, podczas wygłaszania przez Fidela Castro przemówienia do narodu, obok przywódcy rewolucji, na jego zaproszenie, stał prymas Pérez Serantes. Obecność prymasa miała wyrazić poparcie Kościoła dla rewolucji. W listopadzie 1959 odbył się Narodowy Kongres Katolicki, z udziałem Fidela Castro i prezydenta Osvaldo Dorticósa Torrado, na którym wznoszono hasło Kuba tak, Rosja nie. Jednak stosunki na linii rząd-Kościół szybko stawały się napięte. Kościół protestował przeciwko wyrokom śmierci na zwolennikach Batisty oraz udostępniał budynki kościelne na spotkania opozycji. Rząd znacjonalizował szkoły prywatne, w tym kościelne oraz zamykał prasę katolicką. Ogólnie jednak początkowo nie dochodziło do większych akcji antykościelnych.
Prześladowania Kościoła, na czele którego stał abp Pérez Serantes, nastąpiły po inwazji w Zatoce Świń (1961). Rząd zabronił wówczas pracy na Kubie misjonarzom obcych narodowości. Księży, seminarzystów i katolików świeckich zamykano w obozach pracy, a osobom deklarującym się jako wierzące, zabroniono podejmować studiów i pracować w administracji publicznej. W kolejnych latach sytuacja poprawiła się.
Abp Pérez Serantes już w 1960 stał się krytykiem totalitarnego zwrotu rewolucji w kierunku komunizmu. Wydawał listy pasterskie, odczytywane również w kościołach innych kubańskich diecezji, potępiające komunizm. Listy te były również analizowane przez władze i prasę amerykańską, a informowani o nich byli prezydenci Stanów Zjednoczonych Dwight Eisenhower i John F. Kennedy. Abp Pérez Serantes uznawany był wówczas za najbardziej szanowanego biskupa na Kubie, jednak przez podziały w kubańskim duchowieństwie na tle stosunku do rządów Castro, nie miał jego pełnego poparcia. Był najwyżej postawioną postacią kubańskiego Kościoła, która w pierwszych latach po rewolucji zabierała głos w sprawach społeczno-politycznych, gdyż drugi kubański arcybiskup - 80-letni metropolita Hawany kard. Manuel Arteaga y Betancourt, był wówczas schorowany i nieaktywny.
Abp Pérez Serantes nie wziął udziału w soborze watykańskim II. W 1967, zgodnie z normami soboru, złożył rezygnację ze względu na wiek, której jednak papież Paweł VI nie przyjął. Pérez Serantes był arcybiskupem Santiago de Cuba i prymasem Kuby do śmierci. Zmarł po krótkiej chorobie 18 kwietnia 1968. W jego pogrzebie uczestniczyli przedstawiciele władz państwowych.